# Курија (Неготино)
Курија (мкд. Курија) је насеље у средишњем делу Северне Македоније, у општини Неготино.

## Географија
Курија је смештена у средишњем делу Северне Македоније. Од најближег већег града, Кавадараца, насеље је удаљено 15 km северно.
Насеље Курија се налази у историјској области Тиквеш. Село је смештено у долини реке Вардар, у средишњем делу Тиквешке котлине. Насеље је положено на приближно 160 метара надморске висине, у равничарском подручју.
Месна клима је измењена континентална са значајним утицајем Егејског мора (жарка лета).

## Становништво
Курија је према последњем попису из 2002. године имала 214 становника.
Већинско становништво у насељу су етнички Македонци.
| Курија        |       |
| година пописа | 2002. |
| Македонци     | 210   |
| Срби          | 3     |
| Власи         | 1     |
| укупно        | 214   |

Претежна вероисповест месног становништва је православље.